# 동원각
동원각은 대한민국 대구광역시 북구 노곡동에 있다.

## 개요
창원황씨의 원래 재실은 철원에 있었는데, 6.25전쟁으로 소실되어 후손인 황봉갑이 경주이씨로부터 매입 건립, 동원각 입구에 6개 비각(황씨문종의 공적비)이 나란히 서 있다.
내부에는 상덕사(常德祠)라는 사당이 있어 한국의 황씨 시관조(始貫祖)와 저명 황씨 선조들의 위패가 모셔져 있다.
음력 매월 초하루에 분향을 하고 있으며, 특히 음력 3월 15일에는 상덕사에서 춘향(春享)을 봉행한다.